# Ixtontón

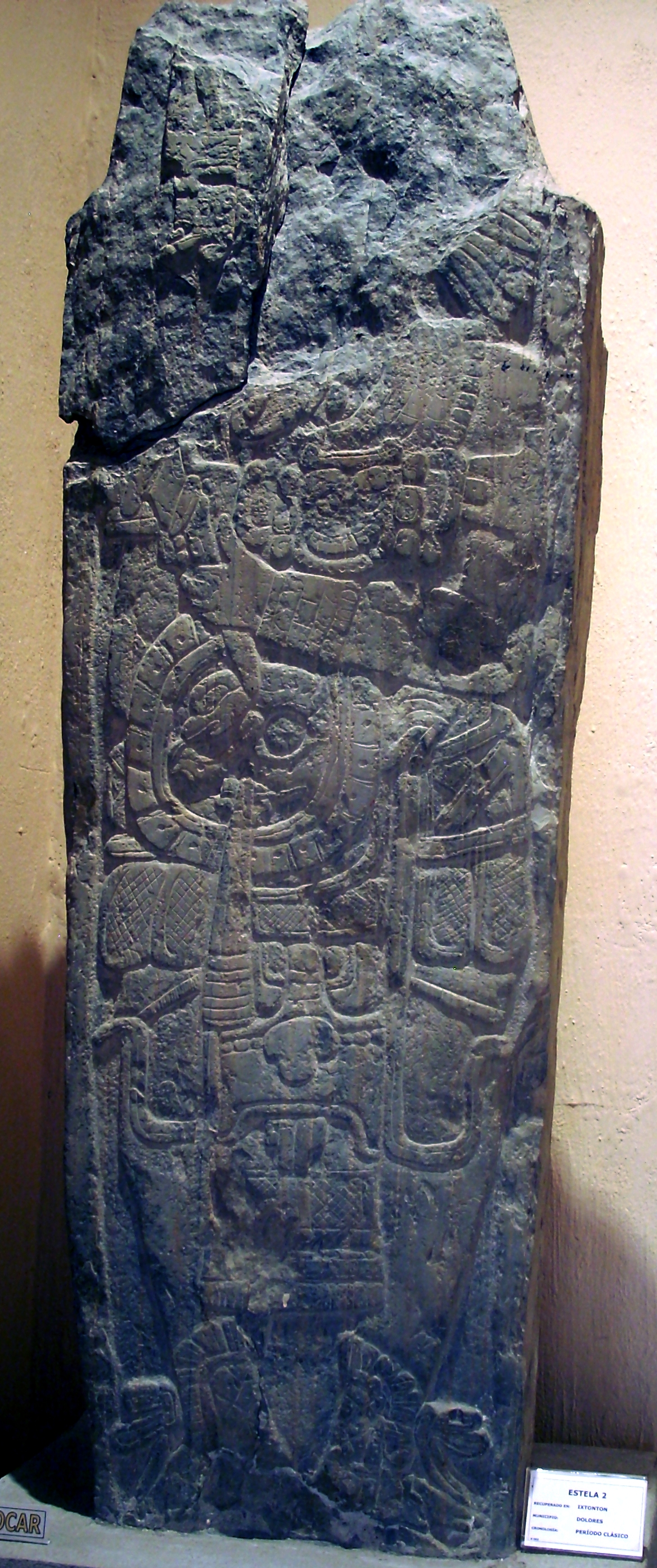
Estela número 2 d'Ixtontón, en el Museu Regional del Sud-est de Petén

Ixtontón és un jaciment arqueològic de la cultura maia ubicat al departament d'El Petén en la regió nord de Guatemala, en la municipalitat de Dolores.
Ixtontón fou la capital d'un dels quatre grups maies establerts a la part superior de la vall del riu Mopán. El lloc fou ocupat des del període preclàssic tardà (del 400 ae al 200 de) fins al clàssic final (circa 800-900 de), i n'hi ha alguna evidència d'activitat fins al període postclàssic (circa 900 - 1521 de). Durant la major part d'aquest llarg lapse, Ixtontón fou la ciutat més important de la vall del riu Mopán. L'acròpoli d'Ixtontón ocupa dues places en un cim càrstic artificialment modificat.
Ixtontón fou descrit en l'Atles Arqueològic de Guatemala de 1985. El jaciment està protegit com a parc arqueològic per la Direcció General del Patrimoni Cultural i Natural de Guatemala.Plantilla:Svn

## Ubicació
El jaciment està encerclat al nord i a l'est pel riu Mopán. Al sud hi ha una sabana i una pineda. A l'oest hi ha un grup de cims d'origen càrstic molt semblants als que ocupa el jaciment. Ixtontón és molt a prop d'altres llogarets maies, entre els quals Ixtutz, a una distància de 7,5 km.

## Història
Les troballes de terrissa suggereixen que el lloc fou ocupat originàriament al començament del període preclàssic, època en què degué construir-se el denominat Grup E que es troba al centre del jaciment. D'aleshores ençà Ixtontón fou la ciutat més important de la vall de Dolores i en gran part dels Monts Mayas, on no tingué rivals importants durant el període clàssic primerenc. Després, el lloc fou ocupat densament i gran part de les troballes daten del període clàssic final i del postclàssic. En el clàssic tardà Ixkún i Ixtutz cresqueren prou com per rivalitzar amb Ixtontón, però aquesta continuà sent la ciutat més important de la zona.
Ixtontón fou registrada com a jaciment arqueològic per les autoritats guatemalenques al 1985, quan gran part dels vestigis (esteles) havien estat espoliats.